# Truus van Someren Gréve

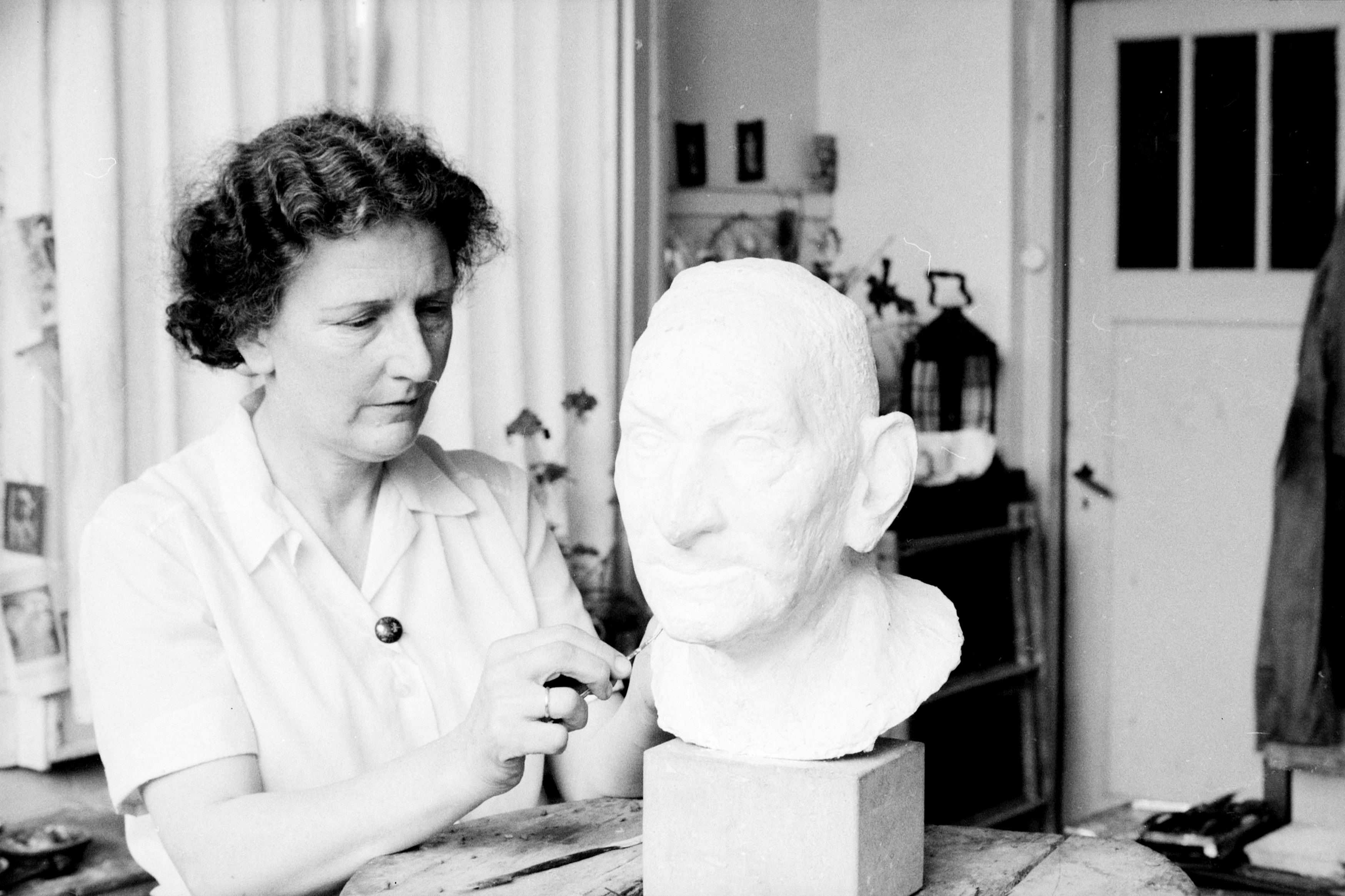
Truus van Someren Gréve, 1960

Geertruida Johanna „Truus“ Loeff-van Someren Gréve (* 12. Juli 1904 in Pasuruan; † 25. September 2001) war eine niederländische Bildhauerin und Zeichnerin.

## Leben und Werk
Truus van Someren Gréve wurde auf der Insel Java in der Provinz Jawa Timur als Tochter des Verwalters Johan Mathias van Someren Gréve (1869–1941) und Wilhelmina Vincentina Krauss (1875–1944) geboren. Einige Jahre später ließ sich die Familie im niederländischen Apeldoorn nieder. Truus van Someren Gréve erhielt Unterricht beim aus Zeeland stammenden Bildhauer Pieter Puijpe und war bildhauerisch tätig. 1925 stellte sie ihre Skulpturen, darunter eine Kapitänsbüste, in der Kunsthandlung Minderman in Apeldoorn aus.  Nachdem die Familie nach Heemstede gezogen war, setzte sie von 1929 bis 1934 ihre künstlerische Ausbildung an der Rijksakademie van beeldende kunsten in Amsterdam bei Jan Bronner fort. Zu ihren Klassenkameraden gehörten Frits Hoevenagel, Ien Hulshoff Pol und Pieter Starreveld. 1938 heiratete Truus van Someren Gréve den Beamten Cornelis Loeff (1893–1980), mit dem sie nach Bennebroek zog. In Bennebroek lebten sie auch während des Krieges.

Wenende vrouw, Bennebroek

Als Bildhauerin fertigte Truus van Someren Gréve Porträts, Skulpturen sowie eine Reihe von Gedenkmedaillen an. Sie war Mitglied der Künstlervereinigung Kunst Zij Ons Doel in Haarlem und des Nederlandse Kring van Beeldhouwers und nahm unter anderem an Gruppenausstellungen im Frans Hals Museum in Haarlem 1938, 1941 und 1947 teil sowie an der Ausstellung des Rotterdamse Kunstkring im Jahr 1938. Im Jahr 1939 beteiligte sie sich als eine von Jan Bronners ehemaligen Schülern an einer Hommage-Ausstellung anlässlich seines silbernen Professorenjubiläums. Sie zeigte ihre Arbeiten auch auf den Ausstellungen Onze kunst van heden (1939–1940) und Kunst in Vrijheid im Jahr 1945 im Rijksmuseum Amsterdam, die Werke niederländischer bildender Künstler ausstellte, die sich während der Besetzung der Niederlande geweigert hatten, der eingerichteten Kontroll- und Zensurinstitution „Nederlandsche Kultuurkamer“ beizutreten. Kurz nach der Befreiung entwarf sie ein Kriegsmahnmal für die Gemeinde Bennebroek. Die Statue, auch als „Wenende vrouw“ bekannt, wurde gegenüber dem Rathaus aufgestellt und am 3. Mai 1947 enthüllt. 1949 vertrat sie die Niederlande auf einer internationalen Ausstellung des Women's International Art Club in London, zusammen mit Liesbeth Dobbelmann, Fri Heil, Nel Klaassen, Loekie Metz, Charlotte van Pallandt, Gra Rueb, Gerarda Rueter, Ton Sondaar und Louise Beijerman.
Truus van Someren Gréve und ihr Mann kauften ein Haus an der Bennebroekerlaan 20, das vor Ort als „Huisje van Loeff“ bekannt ist und zogen 1955 mit dem inzwischen geborenen Sohn Joris dorthin. Truus Loeff-van Someren Gréve schuf weiterhin Büsten und Skulpturen, einige davon für die Gemeinde Bennebroek. Sie starb 2001.

## Werke (Auswahl)
- ca. 1933: Bronzebüste von Pieter Hendrik van Moerkerken jr. (1877–1951), Professor für Ikonographie und später Direktor der Rijksakademie voor Beeldende Kunsten in Amsterdam
- 1935: Aglavaine. Entwurf einer Gedenkmedaille[13]
- ca. 1938: Büste von Emile Erens (1865–1951)
- 1940: Over de brug. Entwurf einer Gedenkmedaille[14]
- 1940–1941: Bronzetafel des ehemaligen Direktors Dr. E.B. Wolff (1882–1941). Nationaal Luchtvaart Laboratorium, Sloterweg, Amsterdam
- 1947: Wenende vrouw. Bennebroekerlaan, Bennebroek.
- 1960: Büste des Amateurgeologen Pieter van der Lijn (1870–1964)
- 1985: Negerin met kind. Hyacinthenlaan/Zwarteweg, Bennebroek[15]